# Thionyle

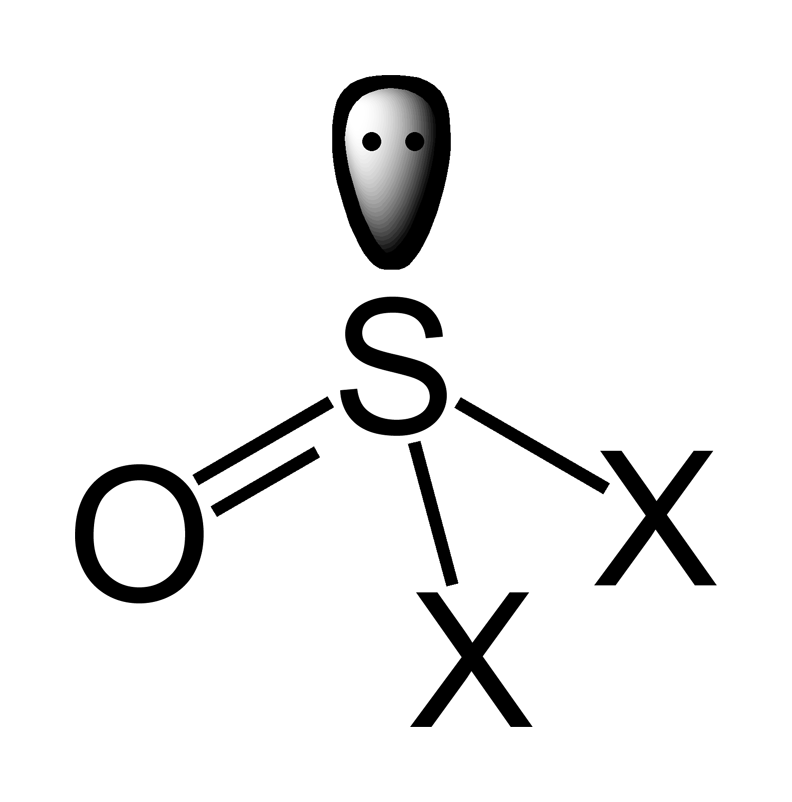
Formule générique d'un thionyle.

En chimie minérale, le groupe thionyle consiste en un atome de soufre lié à un atome d'oxygène et deux atomes ou deux groupes monovalents électronégatifs, typiquement des halogènes. Sa formule générique peut donc s'écrire X–SO–X’. Le fluorure de thionyle SOF2, le chlorofluorure de thionyle SOClF et le bromure de thionyle SOBr2 sont des exemples de thionyles.
Le chlorure de thionyle SOCl2 est un réactif couramment utilisé en synthèse organique pour convertir les acides carboxyliques en chlorures d'acyle.
En chimie organique, le groupe thionyle correspond au groupe sulfinyle des sulfoxydes R–SO–R’.
Le groupe sulfuryle X–SO2–X’ lui est apparenté.